# 見世物小屋

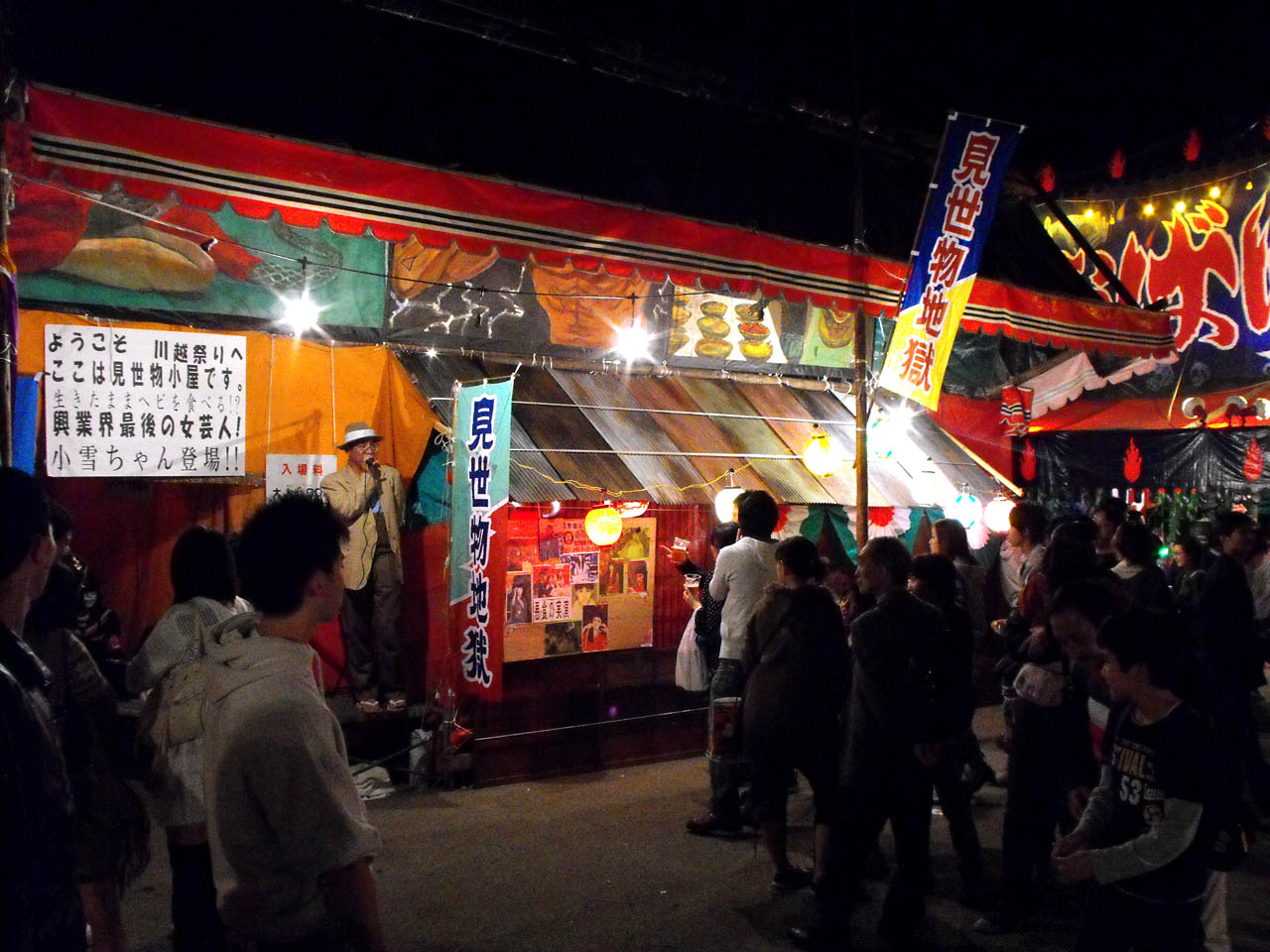
大寅興行社の見世物小屋（2008年10月）

アメリカの見世物小屋。 1941年

見世物小屋（みせものごや）は、珍奇さや禍々しさ、猥雑さを売りにして、日常では見られない品や芸、獣や人間を見せる小屋掛けの興行である。
時代が下るにつれ、主に奇異な外見に重きを置いている点でサーカスと区別されており、海外では「フリークショー(Freak show)」の名称が用いられている。

## 歴史

### 日本

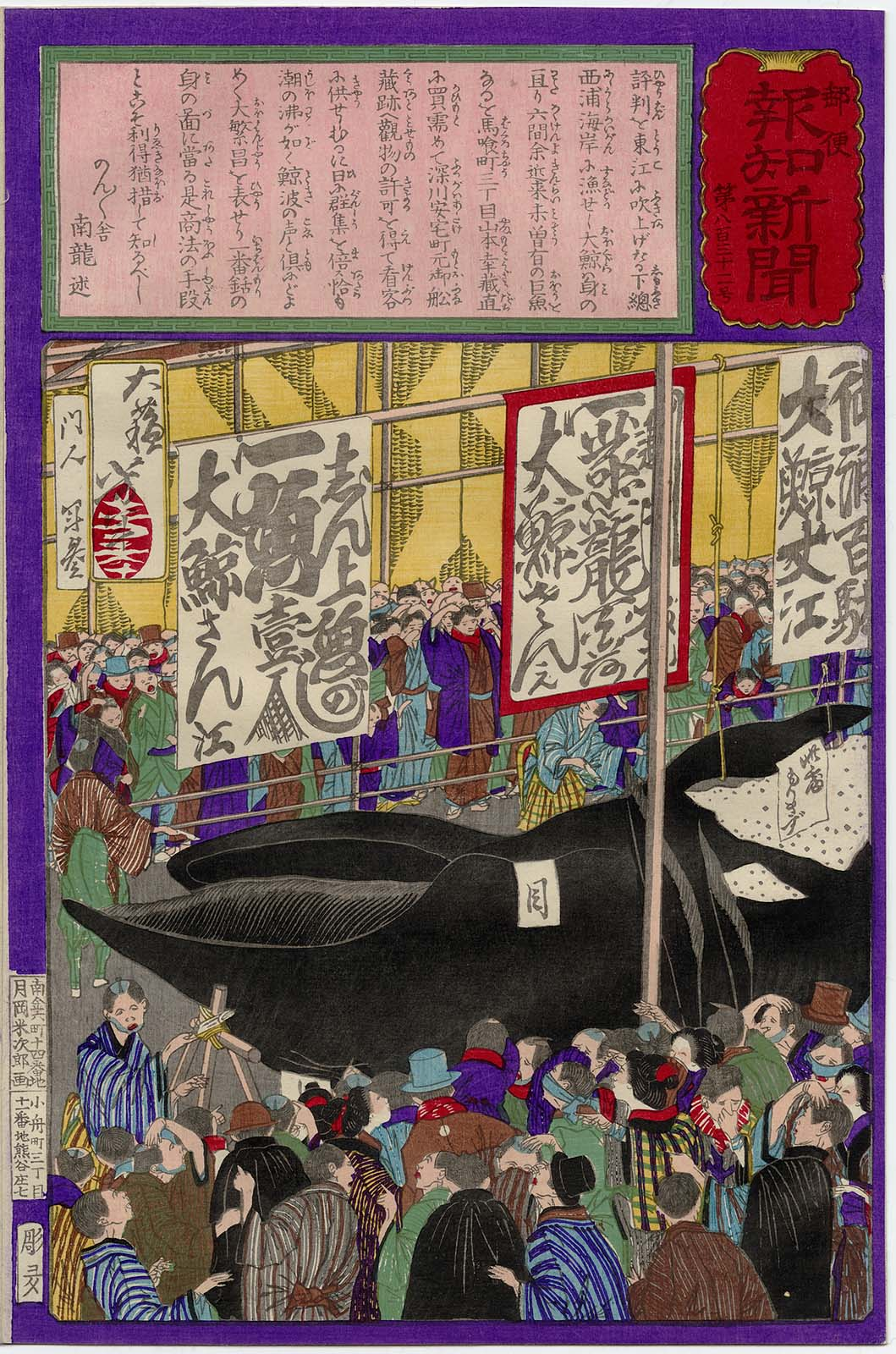
鯨の見世物。千葉の西浦海岸に揚がった大鯨が深川安宅町（現・江東区新大橋一丁目）で見世物として展示されていることを報じる郵便報知新聞。1875年

日本の見世物の歴史は『散楽』といわれるものでバラエティに富む内容だった。そこから猿楽（能）が独立した存在となり、歌舞伎も江戸初期に別種の存在となると、これらの芸能からは見世物的毒気が抜けていった。江戸時代の頃には、今で言うところのサーカスや美術館、動物園、パフォーマーなどの要素を含んでいた。
さらに各演目が独立してゆき、また文明開化により撃剣、パノラマ、迷路、蝋管レコード屋、電気仕掛け→初期の映画などの新たな要素を取り込みながら、明治時代以後に今の形態の見世物小屋に近づいていく。昭和30年頃までは、寺社のお祭や縁日に小規模な露店と共に、見世物小屋も盛んに興行されていた。
「(略）〜お代は見てからで結構だよ。さあさあさあさあ入って入って、間もなく始まるよ〜」といった、業界内で「啖呵」と呼ばれる呼び込み口上があり、一種の風物詩として、見世物小屋が盛んだった時代を描くドラマなどにも登場する。
見世物小屋は香具師の1ジャンル「タカモノ」でもあり、同様に「藪」と呼ばれるお化け屋敷の興行もタカモノ打ちのバリエーションとして打たれた。
現在では、興行場所を確保しづらい、風俗の変化により世間が許容しない等の理由で、大きく衰退している。2000年代には入方勇が大寅興行社から独立し新たに入方興行社を立ち上げたが、興行主が亡くなったことにより廃業。このジャンルを興行するものは現状で大寅興行社の1社のみとなり、もはや風前の灯とも言われる。近年では劇団のゴキブリコンビナートやデリシャスウィートスなどとコラボレーションして興行している。
実物を見る機会は大幅に減り、希少な物となったが、興味の対象として人目に晒されることは「見せ物にする」と表現され、その精神性は未だに通じる物となっている。

### 西洋

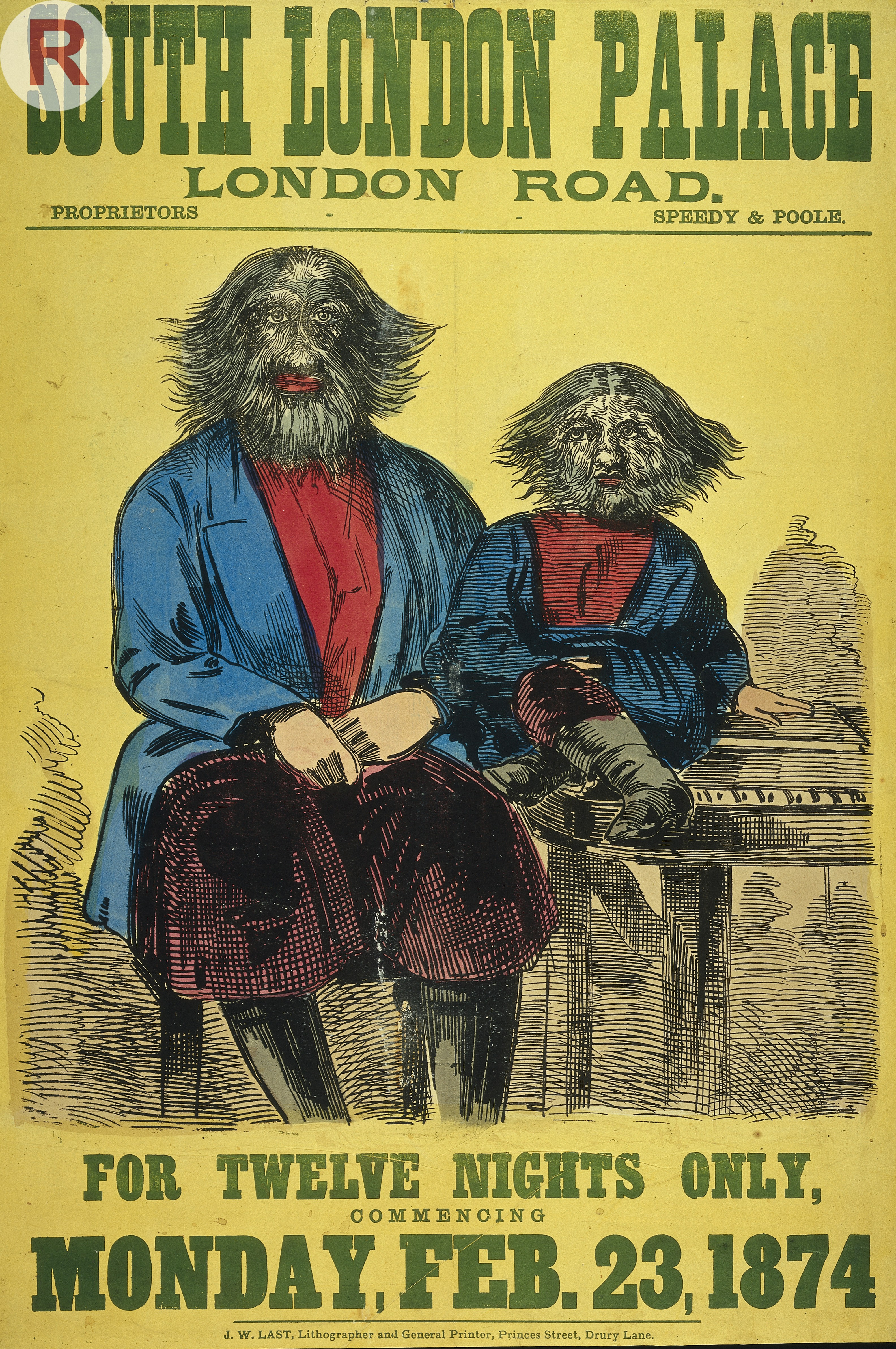
多毛症の見世物、ロンドン、1874年

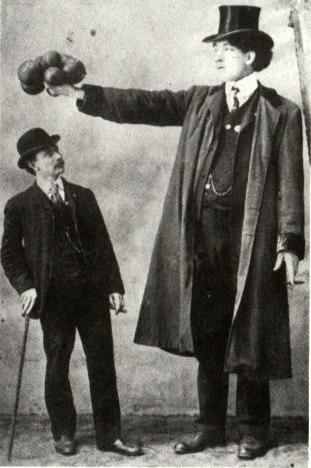
大男、1900年

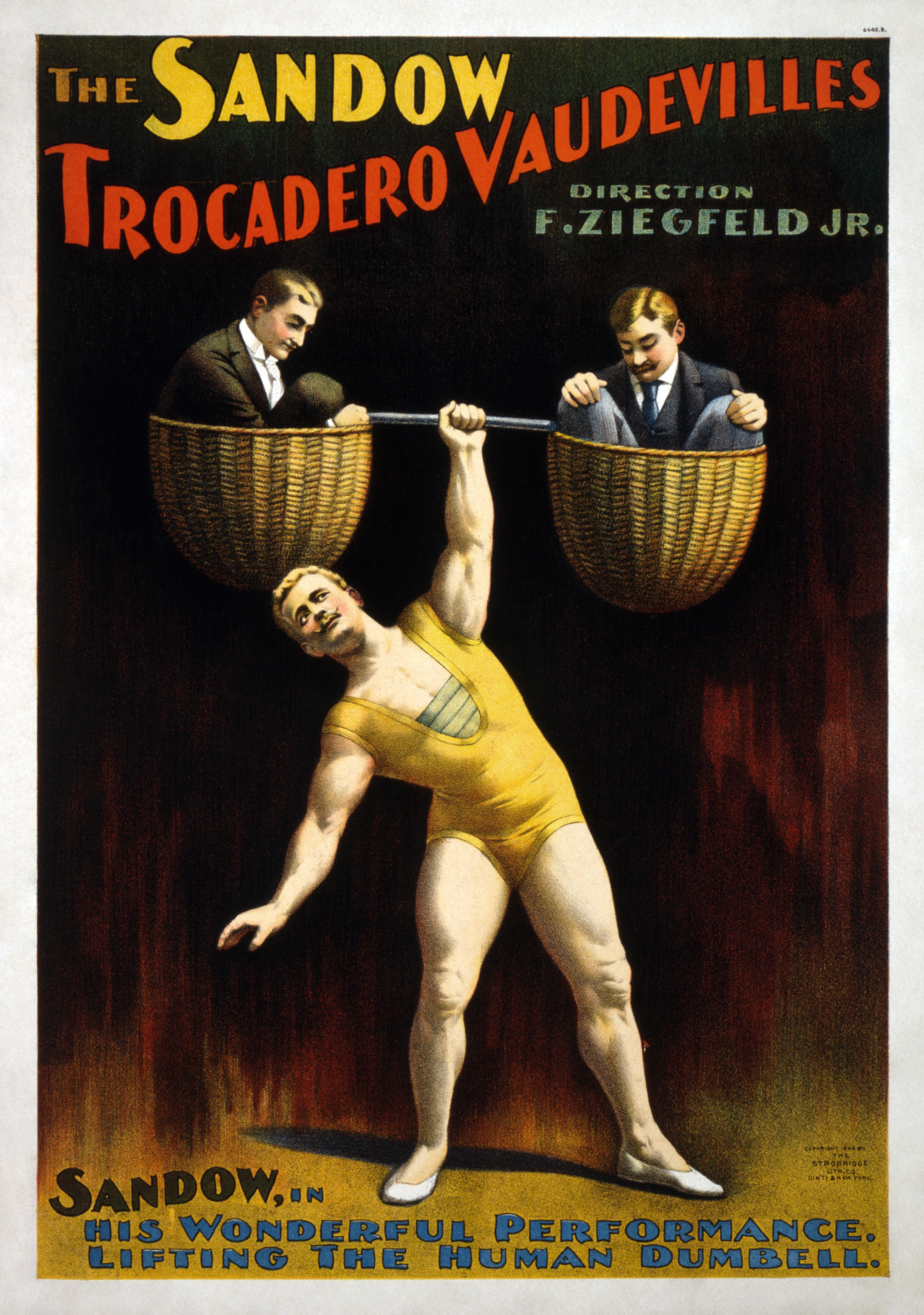
怪力男、 1894年

フリークショーの起源は諸説あるが、奇異な外見を見世物にするという娯楽は遅くとも1600年代のイギリスで確認出来ており、2mを超える「東洋人の巨人」や80cmほどの成人などの演者が居たことが大英図書館の所蔵記録に残されている。
近代フリークショーの火付け役となったのは1840年代のアメリカ合衆国でP・T・バーナムの興した『Barnum's American Museum』の「25インチ(約64cm)のトム将軍」を筆頭とした身体的に特徴のある演者やネイティブアメリカンによる伝統芸能の公演であるとされている。
1900年代に入ると科学技術や奇術の要素を織り交ぜた『スパンドーラ（頭部が成人女性の巨大なクモ）』や『首なし女』等の演目が開発され、演者の奇異な身体的特徴を必要としないという利点、そして元来の演者にも劣らないインパクトとおどろおどろしさはその後のマジックショーにおける大きな財産の一つとなっていく。

## 見世物
先述の通り、奇異な外見を観客が好む傾向にある為、一目見てその特徴が把握できるものが主演を担うことが多いとされる。
上記の「25インチのトム将軍」等はその名前の通りの低身長であり、一般的な知性・運動能力は備えていたため、
数多くの身体的特徴を有する演者の代表として公演の中心に存在していた。
また、その特徴は生者だけにとどまらず死者も対象になっているケースもあり、先述のフリークショー興行主のバーナムを例に挙げると死産した結合双生児の標本の収集・展示を行っている。

### 中国における見世物
中国では、戸の節穴から性交を見せる見世物や、人間の皮膚を剥いで動物の毛皮を植え付けた熊男、嬰児の頃に箱に入れて十数年育てた小男の背に作り物の羽根をつけた蝙蝠（こうもり）の見世物（蝙蝠は蝠の字が福の当て字で縁起がいいとされ非常に流行った）などがあったが、1920年代後半にグロテスクな見世物は禁制となった。

### 日本における見世物
奇形の子供や性行為を覗き穴で見せるなど、文字通り何でも見世物にした。倉田喜弘によると、横浜で『ジャパン・ヘラルド』の主筆を務めたブラック（快楽亭ブラックの父）が1872年（明治5年）に皇居近くの神田橋周辺にあったむしろがけの小屋で「ウサギの死体を食いちぎる子供」なる見世物を見たことをきっかけとして、同年11月8日に東京府が「違式詿違条例」（今の軽犯罪法にあたる）を布達した。内容は主に、男女相撲の禁止、蛇遣いなど醜態を見世物にすることの禁止、夜12時以降の歌舞音曲禁止、路上における高声の歌の禁止などである。また翌1873年（明治6年）2月には、よしず張りや床店の大きさを定めた。
また、東京では1891年（明治24年）10月3日の警察令第一五号「観物場取締規則」により、興行場所を浅草公園六区（浅草奥山のすぐ隣りの地区）の一箇所にまとめられた。地方では巡業形態が続いた。時には、誘拐された子供が人身売買で、足の筋を切られた被虐的な道化役や、見世物として覗き穴の娼婦にするために売り飛ばされてきた例もあったという。社会福祉が発達していなかった頃には、身体障害者が金銭を得る為の仕事であり生活手段の一つでもあった（中村久子など）。
1933年（昭和8年）、内務省は児童の健康と道徳的に危険な仕事を禁じる『児童虐待防止法』が成立。内務省令により不具、畸形の児童を観覧に供する行為が禁じられた。さらに1947年（昭和22年）に『児童福祉法』が公布され、曲芸に重きを置くサーカスと同様に見世物小屋でも「公衆の娯楽を目的とした業務」に満15才未満の児童を使用する事が禁止された。1960年（昭和35年）には『障害者の雇用の促進等に関する法律』が施行され、検査に応じない・公の認可のない見世物小屋に対しての罰則・摘発が可能となり、更に1970年（昭和45年）施行の『障害者基本法』によって障害者に対し個人の尊厳の尊重と生活を保障される権利について明確に規定された結果、昭和50年代以後には、前述の法令に基づいた「不適当な環境」を理由とした未認可状態で身体障害者を舞台に出演させて見世物とする事などに対して取締りが行なわれるようになった。
主な見世物は以下である。なお、現在では興行されていない見世物も含む。
- 貝細工の見世物（江戸期にはこれが代名詞的存在だった。動きの無い静物）
- へび女（例：体に蛇を巻きつけたりかじりついたりする、蛇の入れ墨）
- タコ女・タコ娘
- 奇形動物（珍獣）・ 双頭の動物
- 生人形（松本喜三郎・安本亀八の作が全国を巡業した。後の菊人形につながる）
- 芸
  - 人間ポンプ
  - 人間火炎放射器
  - 犬の曲芸
  - それつけやれつけ
  - 玉乗り
  - 角兵衛獅子

## 珍獣の見世物

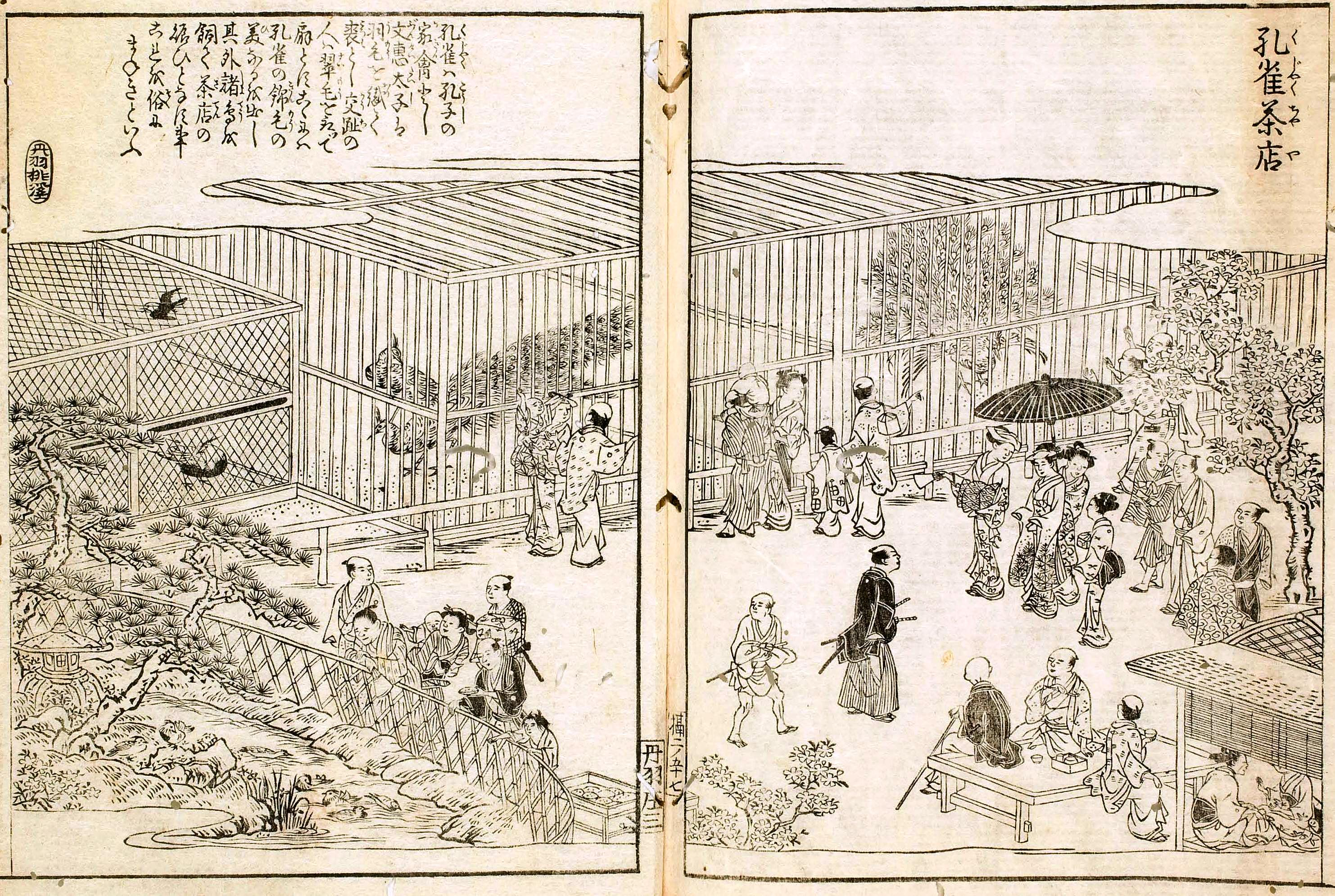
クジャクを見世物とした江戸時代の孔雀茶屋。

見世物の演目として珍獣を見せることも行なわれた。珍獣の見世物は江戸時代、寛永年間ころに猪、孔雀を見せたのが最初であると言われている。虎や狼、鶴、鸚鵡などに曲芸をさせることは、寛文年間ころからあった。
生類憐れみの令によって一時はこの種の見世物が下火になったが、享保2年に禁が解かれると再び流行した。以後、八頭八足の牛、三本足雞といった奇形の動物、獏や鯨、ガラン鳥、インコ、雷獣、山嵐、駝鳥、水豹、白牛といった輸入動物の見世物もあった。文政4年の駱駝の登場は大変な人気を博し、梁川星巌はそれを見て作詩し、その詩が文人間で愛唱され、その意味で、夫婦が一緒に歩くことを「駱駝」と言うようになったことは頼山陽の書簡に見られる。珍獣の展示は浅草の花屋敷で常設化され、今の動物園につながっていく。
天保年間には豹、白狸、六足犬、岩獅子、火喰鳥などの見世物もあった。
この他、大きな板に血糊を付けた物を大イタチ、大きな穴に子供を入れて大穴子と称する駄洒落や、猿、犬、鯉などの遺体を組み合わせて作り上げたものを、鬼や河童、龍、人魚など伝説の生物のミイラとして見せることもしていた。これらは常設化され秘宝館となる。
近代に入り、外国からの動物の輸入機会の増加・万国博覧会に伴う動物園人気に伴って珍獣をメインに取り扱う見世物小屋も大正~昭和にかけて増加したが、太平洋戦争を前に動物達の脱走・飼料の確保の困難さから殺処分される例が後を絶たず、終戦後も『ワシントン条約』に代表される国際的な希少動物取引の規制、動物愛護の機運の高まりによる愛護団体の反対活動に伴い、動物をメインとした見世物については表舞台からは姿を消しつつある。

## 見世物小屋の興行

### 施設の建築的構造
海外での講演の場合は比較的大きな建物や古い劇場を改装して観客がゆっくり演目を観賞することに重きを置く。日本の場合は演目は多様でも、客の回転を最重視して入り口と出口を分け、自由に見られる内容と時間を縮めるという共通した構造がある。お客が増えてくると中は混雑し、徐々に押されて出口から自然に押し出されてしまう。

### 現代日本国内における興行
現代において、見世物小屋が興行されることのある祭事やイベントを以下に記す。なお興行主は大寅興行社であるが、見世物小屋でなくお化け屋敷が興行されることもある。
- 5月 - くらやみ祭（東京都府中市/大國魂神社）
- 6月 - 札幌まつり（北海道札幌市/中島公園）
- 7月 - みたままつり（東京都千代田区/靖国神社）
- 9月 - 放生会（福岡県福岡市/筥崎宮）
- 10月 - 川越まつり（埼玉県川越市/蓮馨寺）
- 11月 - 酉の市（東京都新宿区/花園神社）
- 12月 - 十二日まち（埼玉県さいたま市浦和区/調神社）（2023年12月12日開催無し）

## 作品
見世物小屋を題材にした、あるいは登場する作品など。
ドキュメンタリー映画
- 『ニッポンの、みせものやさん』（公開年：2012年/配給：スリーピン/監督：奥谷洋一郎） - 大寅興行社を追ったドキュメンタリー映画。

その他の映画
- 『エレファント・マン』 - 「エレファント・マン」と呼ばれたジョゼフ・メリックの半生を描いた作品。
- 『フリークス』
- 『エル・トポ』
- 『グレイテスト・ショーマン』
- 『バットマン・リターンズ』

漫画・物語
- 『少女椿』 - 浪花清雲作の街頭紙芝居「少女椿」を基とし、見世物小屋を舞台にした丸尾末広による漫画作品。

パフォーマンス
- 『月夜のからくりハウス』 - 小人プロレス、車椅子ダンサーなどが出演し、見世物小屋を再現。主催・get in touch(代表東ちづる)[11]

アニメ
- 『クラユカバ』-旅する見世物屋が扇町にやってきている。